# 발렌티나 세네레
발렌티나 세네레(Valentina Zenere, 1997년 1월 15일 ~ )는 아르헨티나의 배우, 모델이다.